# 松平乗元
松平 乗元（まつだいら のりもと）は、戦国時代の武将。松平親忠の次男。通称は左近。大給松平家の祖。

## 略歴
三河国岩津（現在の愛知県岡崎市岩津町）にて誕生。
岩津に侵攻した松平信光は、長坂新左衛門の拠る加茂郡荻生（おぎゅう）の大給城を攻略して三男の親忠に与えた。親忠は次男の乗元に細川城と共に大給城を譲った。
異説として、伊勢氏被官の松平加賀守を乗元に比定すると共に、同じ伊勢氏被官で松平嫡流を継いだとされる岩津松平家の松平親長（信光もしくは親忠の子）と別行動を取っていることから、大給松平家が現在伝えられるよりも早い時期にに岩津松平家から自立していた可能性もあり、系譜上における乗元の位置づけも再検討すべきとする考えもある。村岡幹生は乗元の活動時期からして、信光と同時代の人物であった可能性が高く、信光や親忠の息子とするのは妥当ではないとしている。
乗元、乗正父子は、永正7年（1510年）頃まで城の大規模な修築を行った。墓は大給城にある。

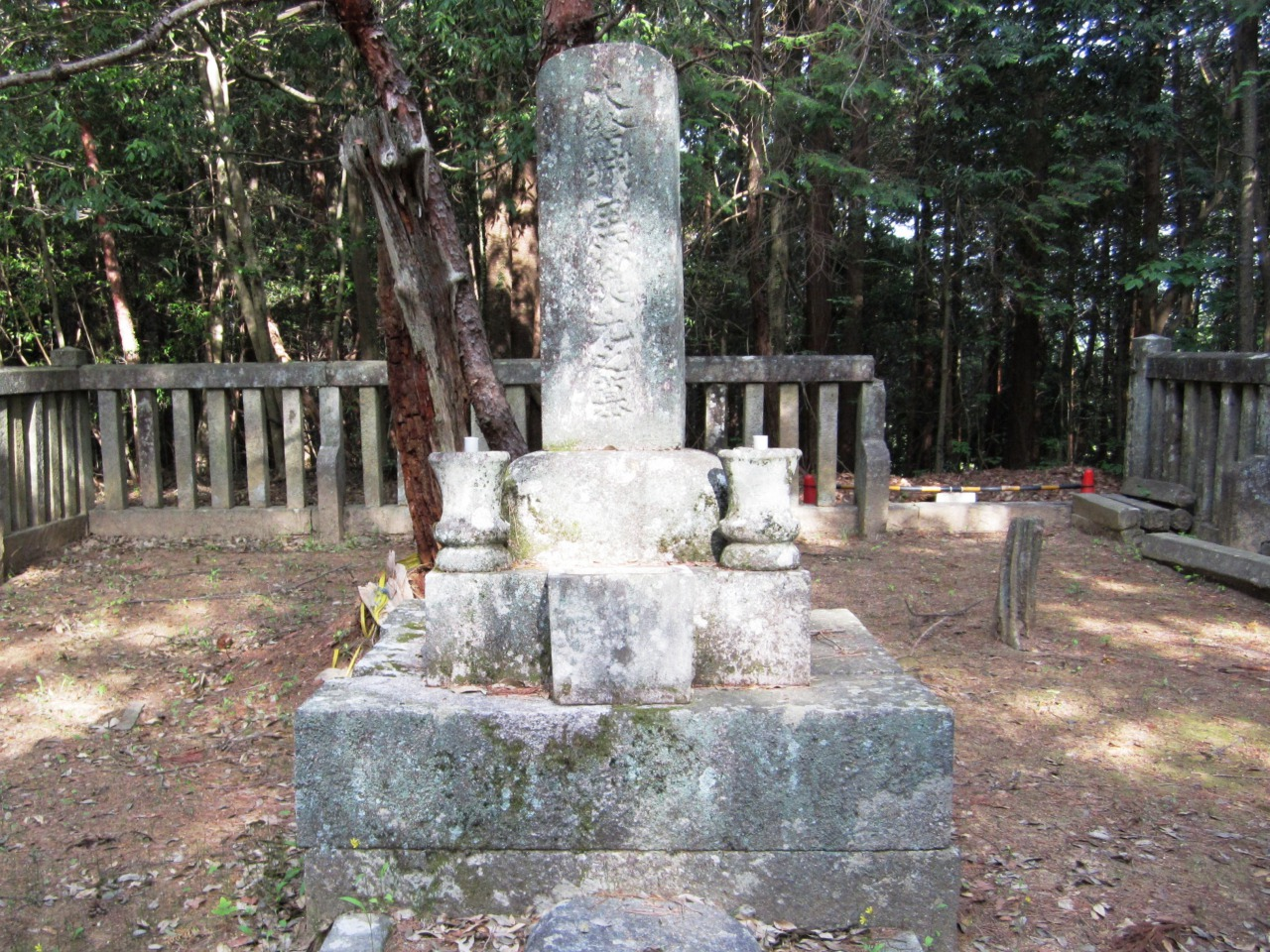
大給城址の墓所